# JaMychal Green
JaMychal Green (Montgomery, Alabama, 21 de junio de 1990) es un jugador de baloncesto estadounidense que pertenece a la plantilla de los Golden State Warriors de la NBA. Con 2,06 metros de estatura, juega en la posición de ala-pívot.

## Trayectoria deportiva

### Universidad
Tras haber participado en 2008 en el prestigioso McDonald's All-American Game, jugó durante cuatro temporadas con los Crimson Tide de la Universidad de Alabama, en las que promedió 13,5 puntos, 7,4 rebotes y 1,2 asistencias por partido. En su primera temporada fue incluido en el mejor quinteto de la Southeastern Conference en 2011 y al año siguiente en el segundo.

### Profesional
Tras no ser elegido en el Draft de la NBA de 2012, jugó la NBA Summer League con los San Antonio Spurs, equipo con el que firmó contrato, pero fue despedido antes del comienzo de la temporada. Una semana después fue contratado por los Austin Toros como jugador afiliado, Jugó una temporada en los Toros, en la que promedió 12,3 puntos y 8,1 rebotes por partido. Fue incluido en el segundo mejor quinteto de rookies de la NBA D-League.
Al año siguiente jugó las ligas de verano con Los Angeles Clippers, con los que llegó a firmar contrato, pero nuevamente se quedó fuera del 15 inicial de la temporada. Dos semanas después se anunciaba su fichaje por el Chorale Roanne Basket de la liga francesa. Allí acabó la temporada promediando 11,8 puntos y 6,6 rebotes por partido.
En el verano de 2014 dispùtó la NBA Summer League de nuevo con los Spurs, equipo con quien nuevamente firmó, pero que volvió a prescindir del jugador antes del comiemzo de la nueva temporada. En noviembre de 2014 fichó por los Austin Spurs, con los que promedió 20,8 puntos y 4,9 asistencias por partido, lo que propició que en enero de 2015 fichara por diez días con los San Antonio Spurs.
Tras no renovar con los Spurs, el 2 de febrero fichó por 10 días también con los Memphis Grizzlies, donde permaneció durante cinco temporadas.
El 7 de febrero de 2019 fue traspasado, junto con Garrett Temple a Los Angeles Clippers a cambio de Avery Bradley.
Después de año y medio en Los Ángeles, el 20 de noviembre de 2020, ficha por Denver Nuggets.
El 13 de junio de 2022 es traspasado a Oklahoma City Thunder, pero es cortado y firma con Golden State Warriors.

## Estadísticas de su carrera en la NBA

### Temporada regular
| Año     | Equipo        | PJ  | PT  | MPP  | %TC  | %3P  | %TL  | RPP | APP | ROB | TPP | PPP  |
| ------- | ------------- | --- | --- | ---- | ---- | ---- | ---- | --- | --- | --- | --- | ---- |
| 2014-15 | San Antonio   | 4   | 0   | 6.3  | .571 | .000 | .000 | 1.5 | .0  | .0  | .5  | 2.0  |
| 2014-15 | Memphis       | 20  | 1   | 7.0  | .575 | .000 | .800 | 2.0 | .2  | .3  | .2  | 2.7  |
| 2015-16 | Memphis       | 78  | 15  | 18.5 | .465 | .333 | .752 | 4.8 | .9  | .6  | .4  | 7.4  |
| 2016-17 | Memphis       | 77  | 75  | 27.3 | .500 | .382 | .802 | 7.1 | 1.1 | .6  | .4  | 8.9  |
| 2017-18 | Memphis       | 55  | 54  | 28.0 | .457 | .339 | .721 | 8.4 | 1.4 | .6  | .5  | 10.3 |
| 2018-19 | Memphis       | 41  | 4   | 22.0 | .484 | .396 | .788 | 6.1 | .9  | .8  | .6  | 9.8  |
| 2018-19 | L.A. Clippers | 24  | 2   | 19.6 | .482 | .413 | .810 | 6.5 | .6  | .5  | .3  | 8.7  |
| 2019-20 | L.A. Clippers | 63  | 1   | 20.7 | .429 | .387 | .750 | 6.2 | .8  | .5  | .4  | 6.8  |
| 2020-21 | Denver        | 58  | 5   | 19.3 | .463 | .399 | .807 | 4.8 | .9  | .4  | .4  | 8.1  |
| 2021-22 | Denver        | 67  | 8   | 16.2 | .486 | .266 | .871 | 4.2 | .9  | .6  | .4  | 6.4  |
| 2022-23 | Golden State  | 57  | 1   | 14.0 | .540 | .378 | .776 | 3.6 | .9  | .4  | .4  | 6.4  |
| Total   | Total         | 544 | 166 | 20.1 | .477 | .368 | .784 | 5.5 | .9  | .5  | .4  | 7.7  |

### Playoffs
| Año   | Equipo        | PJ | PT | MPP  | %TC  | %3P  | %TL   | RPP | APP | ROB | TPP | PPP  |
| ----- | ------------- | -- | -- | ---- | ---- | ---- | ----- | --- | --- | --- | --- | ---- |
| 2015  | Memphis       | 5  | 0  | 1.6  | .000 | .000 | 1.000 | .6  | .0  | .2  | .2  | .4   |
| 2016  | Memphis       | 4  | 0  | 18.0 | .545 | .000 | .500  | 3.8 | .8  | .8  | 1.3 | 6.8  |
| 2017  | Memphis       | 4  | 2  | 19.7 | .472 | .438 | 1.000 | 3.3 | .3  | .0  | .0  | 7.3  |
| 2019  | L.A. Clippers | 6  | 3  | 23.5 | .535 | .522 | .800  | 5.3 | .8  | .7  | .0  | 11.0 |
| 2020  | L.A. Clippers | 13 | 0  | 17.1 | .564 | .435 | .778  | 3.8 | .5  | .2  | .2  | 6.1  |
| 2021  | Denver        | 10 | 0  | 19.0 | .444 | .300 | .889  | 5.2 | 1.1 | .2  | .2  | 5.4  |
| 2022  | Denver        | 5  | 0  | 13.7 | .375 | .200 | 1.000 | 2.4 | .4  | .0  | .2  | 4.0  |
| 2023  | Golden State  | 7  | 2  | 7.0  | .391 | .278 | –     | .7  | .4  | .0  | .1  | 3.3  |
| Total | Total         | 56 | 7  | 15.5 | .488 | .383 | .826  | 3.4 | .6  | .2  | .2  | 5.6  |